# Durham (grofija)
Grofija Durham je grofija in manjše upravno območje v severovzhodni Angliji. Največje naselje v grofiji je mesto Darlington. Grofija ima bogato zgodovino na področju industrije. Njeno gospodarstvo je v preteklosti slonelo na kopaju železa in premoga. Območje slovi kot zanimiva turistična destinacija.